# Liste der Monuments historiques in Corcondray
Die Liste der Monuments historiques in Corcondray führt die Monuments historiques in der französischen Gemeinde Corcondray auf.

## Liste der Immobilien
| Bezeichnung           | Beschreibung                         | Standort                 | Kennzeichnung | Schutzstatus | Datum | Bild           |
| --------------------- | ------------------------------------ | ------------------------ | ------------- | ------------ | ----- | -------------- |
| Château de Corcondray | Burg, 13. Jahrhundert, 1477 zerstört | Chemin de la Tour (Lage) | PA00101632    | Inscrit      | 1932  | weitere Bilder |